# Un amore in Germania
Un amore in Germania (Eine Liebe in Deutschland) è un film del 1983 diretto da Andrzej Wajda. 
Il film fu presentato in anteprima mondiale il 7 settembre 1983 in concorso alla 40ª Mostra internazionale d'arte cinematografica di Venezia.

## Trama
Germania, 1940. Pauline Kropp vive con il suo bambino a Krombach, una piccola, pettegola cittadina vicina al confine svizzero, dove gestisce una rivendita di frutta e verdura mentre suo marito è al fronte. Lei si innamora di Stanislas, prigioniero polacco, ma la loro relazione viene denunciata da un anonimo e Stanislas pagherà con la vita. Pauline verrà deportata in un campo di concentramento, ma riuscirà a sopravvivere.